# Helicoconis aptera
Helicoconis aptera är en insektsart som beskrevs av Messner 1965. Helicoconis aptera ingår i släktet Helicoconis och familjen vaxsländor. Inga underarter finns listade i Catalogue of Life.